# Ildeguízidas

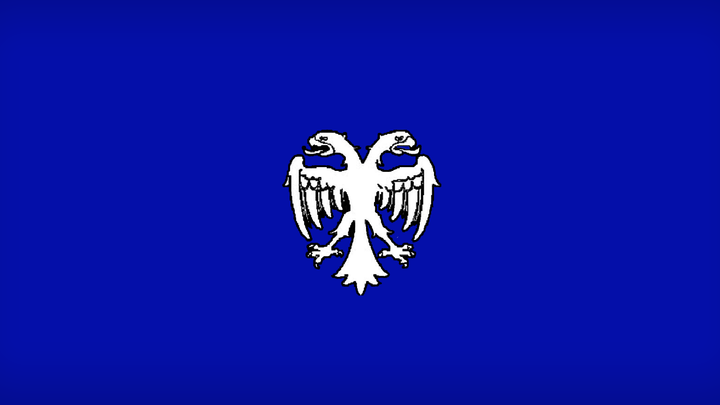
Bandeira dos Atabeques do Azerbaijão

Os Ildeguízidas (em persa: ایلدگزیان‎) ou Atabeques do Azerbaijão (em persa: اتابکان آذربایجان) foi uma dinastia iraniana medieval de origem turca, que governou Arrã e o Azerbaijão nos séculos XII-XIII. Fundada por Xameçadim Ildeguiz  (um quipechaque de origem). Os governantes da dinastia Ildeguízida ostentavam o título de “Grandes Atabeques do Azerbaijão”.

## Origem
Xameçadim Ildeguiz, o fundador da dinastia ildeguízida, era dos quipechaques. Maomé ibne Quevandexá ibne Mamude escreve: "Historiadores informados relatam que nos tempos antigos existia tal costume no país dos quipechaques: se algum comerciante comprasse 40 escravos de uma vez, aquele que os vendeu recebia apenas trinta e nove deles, e doava o quadragésimo por livre." Aconteceu que durante o reinado do Sultão Mahmud, um traficante de escravos vendeu 39 escravos e não aceitou dinheiro pelo quadragésimo escravo. Esse escravo também era Ildeguiz.
Segundo algumas fontes, a origem de Ildeguiz vem dos quipechaque no Cáucaso, e segundo outras, da Ásia Central e dos quipechaques em Coração. O historiador corásmio Baadim Maomé ibne Muaiade, em seu trabalho sobre as cartas de corásmio, menciona uma carta pertencente ao atabegue Maomé Jaã Palavã, e escreve que o atabegue é "parente" de Quirã, um dos chefes da tribo quipechaque Urã, que veio para Taraz à frente dos exércitos corásmios. A maior parte da tribo mencionada não era muçulmana até se juntarem ao exército corásmio. Assim, a tribo adorava Tengri.